# 선단동
선단동(仙壇洞)은 경기도 포천시의 동이다.

## 개요
선단동은 대진대학교와 차의과학대학교가 소재하고 있어 새로운 교육 도시로 부상하고 있는 지역이다.
- 조선 시대 : 포천현 서면 (면사무소 : 자작리)
- 1905년 : 군청이 군내면 구읍리로부터 현 신읍리로 이전, 서면사무소 → 현 신읍리(장거리)로 이전.
- 1938년 1월 1일 : 포천면으로 개칭[1]
- 1979년 5월 : 포천읍 승격[2]
- 1988년 4월 : 포천읍청사 신축이전(현재 포천동사무소)
- 2003년 10월 19일 : 포천시 승격으로 포천읍이 2개동(선단동, 포천동)으로 분리
- 2003년 10월 20일 : 선단동주민센터 개청
- 2006년 3월 28일 : 선단동주민센터 이전(포천시 삼육사로 2186번지 11)
- 2006년 7월 31일 : 선단동 주민자치센터 개소[3]

## 법정동
- 자작동(自作洞)
- 선단동(仙壇洞)
- 설운동(雪雲洞)
- 동교동(東橋洞)

## 교육
- 송우초등학교
- 선단초등학교
- 포천초등학교
- 왕방초등학교
- 신북초등학교
- 금주초등학교
- 영중초등학교
- 연평초등학교
- 도평초등학교
- 일동초등학교
- 화현초등학교
- 포천노곡초등학교
- 운담초등학교
- 이동초등학교
- 내촌초등학교
- 가산초등학교
- 추산초등학교
- 신봉초등학교
- 태봉초등학교
- 축석초등학교
- 유정초등학교
- 청성초등학교
- 정교초등학교
- 창수초등학교
- 외북초등학교
- 삼정초등학교
- 중리초등학교
- 관인초등학교
- 관인중학교
- 삼성중학교
- 송우중학교
- 경북중학교
- 대경중학교
- 갈월중학교
- 일동중학교
- 내촌중학교
- 이동중학교
- 영중중학교
- 영북중학교
- 포천중학교
- 포천여자중학교
- 동인법인(동남중,고등학교)
- 송우고등학교
- 포천고등학교
- 포천일고등학교
- 영북고등학교
- 일동고등학교
- 관인고등학교
- 대진대학교및 대학원
- 차의과학대학교
- 포천환경농업대학교
- 경복대학교 포천캠퍼스
- 생명과학전문대학원

대한민국 군대★

## 특산물
- 선단동 둥근 마